# Коверниковская
Коверниковская — деревня в Виноградовском районе Архангельской области. Входит в состав Заостровского сельского поселения.

## География
Деревня расположена в центральной части области на расстоянии примерно в 67 километрах по прямой к юго-востоку от районного центра посёлка Березник.
Часовой пояс
Деревня Коверниковская как и вся Архангельская область, находится в часовой зоне МСК (московское время). Смещение применяемого времени относительно UTC составляет +3:00.

## Население
| 2002 | 2010 | 2012 |
| ---- | ---- | ---- |
| 26   | ↘8   | →8   |

Национальный состав
Согласно результатам переписи 2002 года, в национальной структуре населения русские составляли 100 % из 25 чел..